# Autobusna linija br. 233 u Zagrebu
Linija 233 (Mihaljevac – Markuševec) dnevna je i noćna autobusna linija u Zagrebu.
Prometuje svaki dan na trasi: Mihaljevac – Gračanska cesta – Markuševečka cesta – Trg svetog Šimuna
Povezuje Markuševec i Gračane s tramvajsko-autobusnim terminalom Mihaljevac.
233 je postala noćna linija 11. ožujka 2024. kada je tramvajska noćna linija 33 skraćena od Gračanskog dolja do Mihaljevca.

## Vanjske poveznice
- Vozni red linije 233